# Bandera de Casanare
La bandera de Casanare  es el principal símbolo oficial del departamento colombiano de Casanare; es un pabellón tronchado diagonalmente, con un sol amarillo de ocho puntas ubicado en su centro.
Las franjas diagonales, roja en la parte superior y verde en la parte inferior, ocupan cada una de ellas una mitad de la bandera. El color rojo simboliza la sangre derramada por los héroes durante la guerra de independencia de Colombia, mientras que el color verde simboliza los recursos naturales del departamento y sus praderas.
El sol amarillo representa la fertilidad y la calidez de las tierras llaneras, mientras que cada una de las ocho puntas de éste representa cada una de las letras de la palabra Casanare.
Descripción: Bandera tronchada (partida diagonalmente), con un sol amarillo de ocho puntas.
Significado: El rojo: La sangre de nuestros héroes. El verde: Nuestras riquezas naturales y llanura, Las ocho puntas del sol: Representan cada una de las letras de la palabra.